# Семёновка (город)
Семёновка (укр. Семе́нівка) — город в Новгород-Северском районе Черниговской области Украины, административный центр Семёновской городской общины. До 17 июля 2020 года был административным центром Семёновского района.

## Географическое положение
Расположен на правом берегу реки Ревны, на севере Черниговской области Украины, в 11 км от государственной границы с Россией (Брянская область), примерно в 160 км от Чернигова и в 300 км на северо-восток от Киева.
Протекает река Ревна и её приток Дрестна. На реке Дрестна создан пруд — между улицами Приозёрная и Новоселица (ранее Октябрьская).
Наряду с Серединой-Будой Шостинского района Сумской области является самым северным городом Украины.

## Климат
Климат — умеренно континентальный, формируется в основном атлантическими воздушными потоками. Семёновский район — один из самых «влажных» районов Украины, со средним количеством осадков за год 560 мм.
Средняя температура за год составляет +5,7 градуса по Цельсию. Абсолютная максимальная температура летом +41,4 градуса по Цельсию. Абсолютный минимум зимой −37 градусов по Цельсию.

## Население
Население на сентябрь 2023 года составляло около 5600 человек.
- — Данные: Государственная служба статистики Украины[7]

### Языковой состав
Родной язык населения по данным переписи 2001 года:
| Язык       | Численность, чел. | Доля     |
| ---------- | ----------------- | -------- |
| Украинский | 7 529             | 78,81 %  |
| Русский    | 1 995             | 20,88 %  |
| Другое     | 30                | 0,31 %   |
| Итого      | 9 554             | 100,00 % |

## Этимология названия
Согласно историческим документам, казацкая слобода Семеновка была основана полковником Стародубского полка Семёном Самойло́вичем в 1680 году и названа по имени основателя.

## История
Со дня своего основания и до 1861 года Семёновка была частной собственностью семьи Самойловичей и их потомков.
До 1781 года слобода Семёновка входила в состав Топальской сотни Стародубского полка. С 1781 по 1802 годы Семёновка входила в состав Новгород-Северского наместничества, а с 1802 по 1918 гг. — в состав Новозыбковского уезда Черниговской губернии.
В 1808 году слобода получила статус местечка, а позднее стала административным центром Семёновской волости Новозыбковского уезда.
С мая 1919 года Семёновка вместе со всем уездом вошла в состав Гомельской губернии РСФСР. 1 декабря 1924 года, решением Новозыбковского уездного совета, местечко Семёновка было отнесено к категории рабочих посёлков.
В апреле 1926 года посёлок Семёновка передан в состав Конотопского округа Украинской Советской Социалистической Республики, с образованием Семёновского района как административно-территориальной единицы.
15.10.1932 года пгт Семёновка — центр Семёновского района Черниговской области УССР.
С 1924 по 1958 годы, в связи с реорганизацией Семёновки из городка в поселок городского типа, был создан Семёновский сельский совет, проведено территориальное объединение. Территория посёлка была разделена на 6 микрорайонов.
В 1930 году на территории Семёновского сельского совета находилось 7 населённых пунктов. В 1933 году в пгт Семеновка функционировало 4 совета: Семёновский поселковый совет, Коминтерновский, Широкоплановский и Песчанский сельские советы.
Решением Черниговского облисполкома от 31.05.1958 года пгт Семёновка был отнесён к категории городов районного подчинения и образован Семёновский городской совет.
В состав Семеновского городского совета вошли сёла Куты Первые и Куты Вторые.

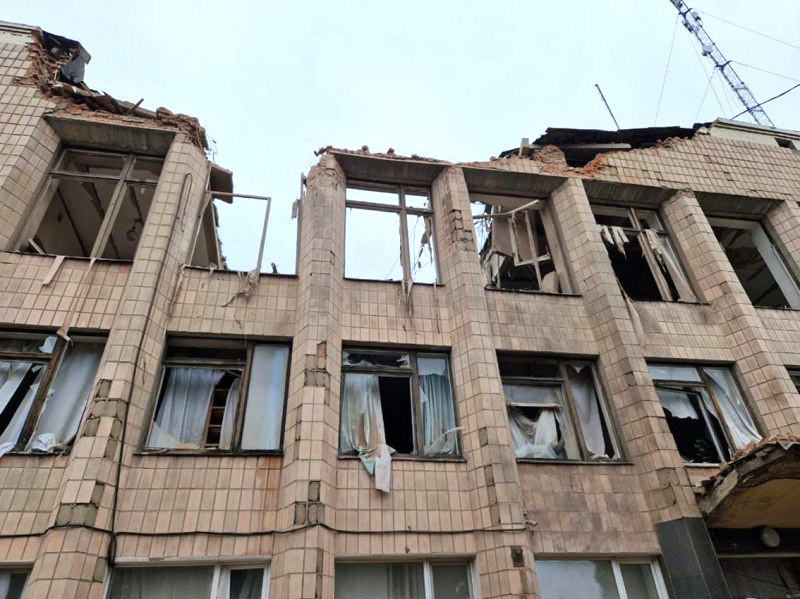
Здание горсовета после обстрела 2023 года

При вторжении России на Украину город пострадал от обстрелов. Так, в августе 2023 года было частично разрушено здание городского совета.

## Экономика
- Предприятие «Семёновская лесопромышленная компания» и несколько частных лесопильных контор.
- Сельхозпредприятие «Agro».

## Инфраструктура
Железнодорожная станция Семёновка. Три средние школы, гимназия, поликлиника, дом культуры, музей, тренажёрный зал, ДЮСШ, 3 стадиона, детские городки, парк, церковь Казанской Божьей Матери, больница.

## Достопримечательности
- Бюст лётчику Василию Васильевичу Сенько — дважды Герою Советского Союза.
- Семёновский краеведческий музей. Был открыт в 1978 г. Экспозиция музея содержит около 2 тыс. экспонатов, среди которых представлены предметы быта XVII—XIX вв., орудия труда и изделия местных ремесленников, личные вещи и документы выдающихся земляков, образцы изделий промышленных предприятий района и др.
- Храм Казанской иконы Божией Матери, решением исполкома Черниговского областного совета народных депутатов от 12.02.1985 № 75 имеет статус памятник архитектуры местного значения.

## Знаменитые уроженцы
- Хомутов, Александр Михайлович — советский учёный, в 1938 году под руководством главного инженера завода «Кожимит» Александра Хомутова была создана новая ткань — «кирза-ск». Вскоре из неё были созданы современные кирзовые сапоги, в которые обули самую большую в мире армию.
- Будник, Василий Сергеевич — советский учёный, один из основоположников ракетно-космической техники, академик НАН Украины[14].
- Качура, Александр Степанович — украинский учёный и хозяйственный деятель, Герой Украины.
- Кербель, Лев Ефимович — советский и российский скульптор, профессор. Вице-президент Академии художеств СССР с 1988 по 2003 год[15][16].
- Козык, Михаил Якимович — украинский и советский живописец, педагог, профессор[17][18].
- Мирошник, Анатолий Андреевич(02.01.1939 — 21.11.2004) — Полный кавалер ордена Трудовой Славы (1990)[19]
- Примаков, Виталий Маркович — советский военачальник, в Гражданскую войну — командир украинского Червоного казачества; комкор[20]
- Сенько, Василий Васильевич — советский военный штурман авиации дальнего действия, участник Великой Отечественной войны, единственный в истории советской авиации штурман, — дважды Герой Советского Союза[21].

## Галерея
|  |  |  |  |  |

## Статьи и публикации
- Лазарев С. Е. Комкор В. М. Примаков в системе межличностных взаимоотношений советской военной элиты // Вестник Челябинского государственного университета : научное издание. — 2009. — № 41 (179). — С. 62—67. — ISSN 1994-2796.

## Внешние медиафайлы
- Моя Семеновка (2014) на YouTube